# Cathrine
Cathrine er en dansk ungdomsfilm fra 2008 med instruktion og manuskript af Mads Matthiesen.

## Handling
Cathrine er en ensom og overvægtig teenagepige, der indleder et forhold til en ældre fyr fra det lokale shoppingcenter. I en nøgtern og nedbarberet stil skildrer filmen Cathrines oprør mod kontrollerende forældre og hendes sårbare søgen efter kærlighed.